# Hudson (Florida)
Hudson és una concentració de població designada pel cens dels Estats Units a l'estat de Florida. Segons el cens del 2000 tenia 12.765 habitants.

## Demografia
Segons el cens del 2000, Hudson tenia 12.765 habitants, 6.130 habitatges, i 3.910 famílies. La densitat de població era de 773,7 habitants/km².
Dels 6.130 habitatges en un 13,8% hi vivien nens de menys de 18 anys, en un 54,2% hi vivien parelles casades, en un 6,4% dones solteres, i en un 36,2% no eren unitats familiars. En el 30,4% dels habitatges hi vivien persones soles el 19% de les quals corresponia a persones de 65 anys o més que vivien soles. El nombre mitjà de persones vivint en cada habitatge era de 2,04 i el nombre mitjà de persones que vivien en cada família era de 2,47.
Per edats la població es repartia de la següent manera: un 0% tenia menys de 18 anys, un 4% entre 18 i 24, un 17,1% entre 25 i 44, un 27,4% de 45 a 60 i un 38,6% 65 anys o més.
L'edat mediana era de 57 anys. Per cada 100 dones de 18 o més anys hi havia 93,3 homes.
Entorn del 5,5% de les famílies i el 9,9% de la població estaven per davall del llindar de pobresa.

## Poblacions més properes
El següent diagrama mostra les poblacions més properes.